# أودري ألبي
أودري ألبي (بالفرنسية: Audrey Albié)‏ (France: Audrey Albié) مواليد 24 أكتوبر 1994، هي لاعبة كرة مضرب فرنسية تلعب باليد اليمنى وتحتل حالياً المرتبة رقم. 468 (22 مايو 2017) في تصنيف رابطة محترفات كرة المضرب. أعلى تصنيف لها في الفردي كان المركز الـ 447 في سنة 2017. أعلى تصنيف لها في الزوجي كان المركز الـ 481 في سنة 2016.

## بدايتها
قدمت ألبي أول ظهور لها في البطولات الاربع الكبرى في بطولة فرنسا المفتوحة 2017 ، حيث تلقت بطاقة في قرعة الزوجي.  خسرت هي وشريكها هارموني تان أمام بولين بارمينتيير ويانينا ويكماير في الجولة الأولى.  تلقت ألبي أيضًا بطاقة قوية لحدث تصفيات الفردي من نفس البطولة، حيث هزمت البطل الأمريكي رقم 186 غريس مين في الجولة الأولى قبل خسارتها أمام فيرجيني رزانو.[بحاجة لمصدر]

## روابط خارجية
- أودري ألبي على موقع رابطة محترفات التنس (الإنجليزية)
- أودري ألبي على موقع الاتحاد الدولي لكرة المضرب (الإنجليزية)
- أودري ألبي على موقع خلاصة التنس.كوم (الإنجليزية)